# كريج تي نيلسون
كريج تي نيلسون (بالإنجليزية: Craig T. Nelson)‏ مواليد 4 أبريل 1944 في سبوكين، واشنطن، الولايات المتحدة، هو ممثل أمريكي بدأ مسيرته الفنية عام 1971. كما أنه من الفائزين بجائزة إيمي.

## الأعمال
- سيلكوود
- كل الخطوات الصحيحة
- حقول القتل
- ولد في الرابع من يوليو
- محامي الشيطان
- ذيل الكلب
- أبطال خارقون
- شفرات المجد
- عرض الزواج
- شركة الرجال

## وصلات خارجية
- كريج تي نيلسون على موقع IMDb (الإنجليزية)
- كريج تي نيلسون على موقع روتن توميتوز (الإنجليزية)
- كريج تي نيلسون على موقع ألو سيني (الفرنسية)
- كريج تي نيلسون على موقع ميوزك برينز (الإنجليزية)
- كريج تي نيلسون على موقع أول موفي (الإنجليزية)
- كريج تي نيلسون على موقع بوكس أوفيس موجو (الإنجليزية)
- كريج تي نيلسون على موقع قاعدة بيانات برودواي على الإنترنت (الإنجليزية)
- كريج تي نيلسون على موقع قاعدة بيانات الأفلام السويدية (السويدية)
- كريج تي نيلسون على موقع إن إن دي بي (الإنجليزية)
- كريج تي نيلسون على موقع قاعدة بيانات الفيلم (الإنجليزية)